# Edu Bedia
Eduardo Bedia Peláez (Santander, Cantabria, España; 23 de marzo de 1989), conocido deportivamente como Edu Bedia, es un futbolista español. Juega de centrocampista y actualmente milita en la Real Sociedad Gimnástica de Torrelavega de la Segunda Federación.

## Trayectoria
Edu Bedia se incorporó a las secciones inferiores en 1999. Tras militar en el equipo filial y ascender a Segunda B, realizó la pretemporada con el primer equipo en Bad Kreuznach (Alemania). López Muñiz contó desde bien pronto con sus servicios y solo esporádicamente retorna al equipo filial.
El 18 de agosto de 2008 firmó su primer contrato profesional con el Racing de Santander para las cuatro siguientes temporadas.
El 18 de septiembre de 2008 debutó, con el Racing de Santander en el partido de Copa de la UEFA que se disputó en El Sardinero frente al FC Honka con el resultado de 1 a 0.
Debutó en Primera División el 24 de septiembre de 2008 en El Madrigal ante el Villarreal C. F., con resultado de 2-0 a favor del Villarreal C. F..
Marcó su primer gol oficial con el Racing el 2 de octubre de 2008 en el partido de vuelta de la Copa de la UEFA contra el FC Honka, disputado en Finlandia.
Debutó en la Copa del Rey el 29 de octubre de 2008 en la Nueva Condomina ante el Real Murcia.
En agosto de 2009, realizando la pretemporada sufrió "una rotura completa de la inserción distal del ligamento lateral externo de la rodilla izquierda", se estimó un tiempo de baja entre 3 y 4 meses aunque la lesión se complicó y se convirtió en 8 meses, reapareció el 18 de abril, donde volvió a "sentirse futbolista", tras disputar unos minutos contra el Xerez CD.
En el mercado de invierno de la temporada 2010-11 fue cedido por el Racing junto a su compañero racingista Juanjo, a la Unión Deportiva Salamanca; aunque rápidamente se hizo con el puesto de titular y rindió a un buen nivel no pudo evitar el descenso del equipo charro a la Segunda División "B", regresando al Racing una vez terminada la cesión.
Tras desvincularse del Racing de Santander al finalizar la temporada 2011-12 se queda libre todo el verano de hasta que en el último día de fichajes, 31 de agosto, el Hércules CF confirma el fichaje de Edu por una temporada.
El 25 de julio de 2013 se confirmó su fichaje por el F. C. Barcelona B, con una cláusula de rescisión de doce millones de euros. Durante toda la temporada fue una pieza fundamental para Eusebio Sacristán, jugando 39 encuentros de los cuales 35 como titular. El filial azulgrana acabaría en tercera posición, pese a esto Edu decide desligarse del club al final de la campaña.

## Selección nacional
Edu Bedia ha sido internacional con la selección de fútbol de España sub-19. 
El 10 de febrero de 2009 debutó con la selección sub-21, ante Noruega en Cartagena. Jugó 70 minutos y fue amonestado con tarjeta amarilla.
El 14 de abril de 2009 disputó su primer partido con la selección sub-20, ante Egipto en El Cairo, y jugó 55 minutos.
El 4 de julio de 2009 ganó la medalla de oro de fútbol en los Juegos Mediterráneos de 2009 con la selección de fútbol de España sub-20, en Pescara (Italia).

## Clubes
| Club                               | País     | Temporada | Encuentros disputados | Goles |
| ---------------------------------- | -------- | --------- | --------------------- | ----- |
| Racing de Santander                | España   | 2008-2009 | 12                    | 0     |
| Racing de Santander                | España   | 2009-2010 | 5                     | 0     |
| Racing de Santander                | España   | 2010-2011 | 6                     | 0     |
| Unión Deportiva Salamanca (cedido) | España   | 2010-2011 | 15                    | 2     |
| Racing de Santander                | España   | 2011-2012 | 12                    | 2     |
| Hércules CF                        | España   | 2012-2013 | 33                    | 5     |
| FC Barcelona B                     | España   | 2013-2014 | 39                    | 7     |
| TSV 1860 Munich                    | Alemania | 2014-2015 | 9                     | 0     |
| Real Oviedo                        | España   | 2015-2016 | 24                    | 0     |
| Real Oviedo                        | España   | 2016-2017 | 7                     | 0     |
| Real Zaragoza                      | España   | 2016-2017 | 14                    | 1     |
| F. C. Goa                          | India    | 2017–2018 | 18                    | 1     |

## Palmarés

### Copas internacionales
| Título                           | Club                                 | País   | Año  |
| -------------------------------- | ------------------------------------ | ------ | ---- |
| Oro Juegos Mediterráneos de 2009 | Selección de fútbol de España sub-20 | Italia | 2009 |